# Pohořelice (Zlín)
Pohořelice é uma comuna checa localizada na região de Zlín, distrito de Zlín.